# Mee naar boven
Mee naar boven is een single van de Vlaamse zanger Niels Destadsbader. Het nummer kwam uit in mei 2019, maar werd voor het eerst gezongen tijdens de theatershows Niels Destadsbader in de kinderschoenen (vanaf 27 april 2019). Enkele dagen voor de release werd het ook gebracht op enkele radio shows in België. De productie was in handen van de Nederlandse producer Holger Schwedt. Op 18 augustus 2019 wist het nummer de prijs van Radio 2 Zomerhit te winnen. Op 13 maart 2020 haalde het nummer Goud.